# Brithura imperfecta
Brithura imperfecta là một loài ruồi trong họ Ruồi hạc (Tipulidae). Loài này được phát hiện ở Palearctisch và miền Ấn Độ - Mã Lai.